# Campionati panpacifici di nuoto 1989
I III Campionati panpacifici di nuoto si svolsero a Tokyo, in Giappone, dal 17 al 20 agosto 1989.

## Medagliere
| Posizione | Paese         | Oro | Argento | Bronzo | Totale |
| --------- | ------------- | --- | ------- | ------ | ------ |
| 1         | Stati Uniti   | 23  | 19      | 11     | 53     |
| 2         | Australia     | 3   | 6       | 7      | 16     |
| 3         | Canada        | 3   | 5       | 8      | 16     |
| 4         | Cina          | 3   | 4       | 4      | 11     |
| 5         | Giappone      | 1   | 1       | 0      | 2      |
| 6         | Suriname      | 1   | 0       | 0      | 1      |
| 7         | Nuova Zelanda | 0   | 1       | 2      | 3      |
|           | Totale        | 34  | 36      | 32     | 102    |

- Due medaglie d'argento sono state assegnate per i 100 m dorso femminili
- Due medaglie d'argento sono state assegnate per la staffetta 4x100 m mista femminile

## Record mondiali stabiliti
| Data           | Gara     | Atleta        | Nazionalità | Tempo   |
| -------------- | -------- | ------------- | ----------- | ------- |
| 20 agosto 1989 | 50 m sl  | Tom Jager     | Stati Uniti | 22"12   |
| 20 agosto 1989 | 200 m mx | David Wharton | Stati Uniti | 2'00"11 |
| 20 agosto 1989 | 800 m sl | Janet Evans   | Stati Uniti | 8'16"22 |

## Risultati

### Uomini
| Evento               | Oro                                                              | Perform. | Argento                                                                | Perform. | Bronzo                                                                | Perform. |
| Stile libero         |                                                                  |          |                                                                        |          |                                                                       |          |
| 50 m                 | Tom Jager                                                        | 22.12    | Andrew Baildon                                                         | 22.54    | Steve Crocker                                                         | 22.78    |
| 100 m                | Brent Lang                                                       | 49.56    | Andrew Baildon                                                         | 50.03    | Doug Gjertsen                                                         | 50.11    |
| 200 m                | Doug Gjertsen                                                    | 1:49.09  | Jon Olsen                                                              | 1:49.47  | Turlough O'Hare                                                       | 1:50.23  |
| 400 m                | Turlough O'Hare                                                  | 3:52.89  | Daniel Jorgensen                                                       | 3:53.85  | Paul Robinson                                                         | 3:55.04  |
| 800 m                | Michael McKenzie                                                 | 7:58.99  | Daniel Jorgensen                                                       | 8:01.28  | Chris Bowie                                                           | 8:02.28  |
| 1500 m               | Glen Housman                                                     | 15:06.00 | Lars Jorgensen                                                         | 15:14.45 | Michael McKenzie                                                      | 15:21.52 |
| Dorso                |                                                                  |          |                                                                        |          |                                                                       |          |
| 100 m                | Jeff Rouse                                                       | 56.34    | Scot Johnson                                                           | 56.52    | Mark Tewksbury                                                        | 56.65    |
| 200 m                | Daniel Veatch                                                    | 2:01.27  | Gary Anderson                                                          | 2:02.34  | Paul Kingsman                                                         | 2:03.14  |
| Rana                 |                                                                  |          |                                                                        |          |                                                                       |          |
| 100 m                | Rich Korhammer                                                   | 1:02.95  | Richard Schroeder                                                      | 1:03.09  | Chen Jianhong                                                         | 1:03.19  |
| 200 m                | Mike Barrowman                                                   | 2.13.09  | Nelson Diebel                                                          | 2.14.94  | Jonathan Cleveland                                                    | 2.15.76  |
| Farfalla             |                                                                  |          |                                                                        |          |                                                                       |          |
| 100 m                | Anthony Nesty                                                    | 53.80    | Wade King                                                              | 53.86    | Mark Henderson                                                        | 54.13    |
| 200 m                | Melvin Stewart                                                   | 1:59.40  | David Wharton                                                          | 1:59.56  | Anthony Mosse                                                         | 2:00.03  |
| Misti                |                                                                  |          |                                                                        |          |                                                                       |          |
| 200 m                | David Wharton                                                    | 2:00.11  | Ron Karnaugh                                                           | 2:03.83  | Gary Anderson                                                         | 2:03.19  |
| 400 m                | David Wharton                                                    | 4:16.14  | Eric Namesnik                                                          | 4:17.02  | Raymond Brown                                                         | 4:23.61  |
| Staffette            |                                                                  |          |                                                                        |          |                                                                       |          |
| 4x100 m stile libero | Stati Uniti Brent Lang Jon Olsen Doug Gjertsen Tom Jager         | 3:17.75  | Australia Thomas Stachewicz Ian Van der Wal Gary Lord Andrew Baildon   | 3:22.39  | Canada Steven Vandermeulen Stepjane Hebert Mike Woolhouse Darren Ward | 3:24.23  |
| 4x200 m stile libero | Stati Uniti Melvin Stewart Dan Jorgensen Jon Olsen Doug Gjertsen | 7:20.87  | Canada Gary Vandermeulen Eddie Patenti Darren Ward Turlough O'Hare     | 7:25.13  | Australia Martin Roberts Justin Lemberg Gary Lord Thomas Stachewicz   | 7:25.56  |
| 4x100 m misti        | Stati Uniti Jeff Rouse Rich Korhammer Wade King Brent Lang       | 3:39.27  | Canada Mark Tewksbury Jonathan Cleveland Stephan Hebert Mike Woolhouse | 3:43.42  | Australia Thomas Stachewicz Phil Rogers Justin Cooper Andrew Baildon  | 3:46.75  |

### Donne
| Evento               | Oro                                                                        | Perform. | Argento | Perform. | Bronzo                                                               | Perform. |
| Stile libero         |                                                                            |          | |          |                                                                      |          |
| 50 m                 | Jenny Thompson                                                             | 25.85    | Yang Wenyi | 25.95    | Leigh Ann Fetter                                                     | 25.95    |
| 100 m                | Zhuang Yong                                                                | 55.65    | Jenny Thompson | 55.84    | Nicole Haislett                                                      | 55.99    |
| 200 m                | Patricia Noall                                                             | 2:00.87  | Mitzi Kremer | 2:01.18  | Zhuang Yong                                                          | 2:01.44  |
| 400 m                | Janet Evans                                                                | 4:04.53  | Jane Skillman | 4:11.46  | Janelle Elford                                                       | 4:12.57  |
| 800 m                | Janet Evans                                                                | 8:16.22  | Janelle Elford | 8:31.16  | Julie Kole                                                           | 8:32.56  |
| 1500 m               | Janelle Elford                                                             | 16:10.58 | Julie Kole | 16:28.25 | Julie McDonald                                                       | 16:35.82 |
| Dorso                |                                                                            |          | |          |                                                                      |          |
| 100 m                | Lea Loveless                                                               | 1:02.69  | Nicole Livingstone Anne Mahoney                                                                                             | 1:03.52  | Non assegnata                                                        | -        |
| 200 m                | Dede Trimble                                                               | 2:13.76  | Anna Simcic | 2:14.21  | Nicole Livingstone                                                   | 2:14.22  |
| Rana                 |                                                                            |          | |          |                                                                      |          |
| 100 m                | Keltie Duggan                                                              | 1:09.79  | Tracey McFarlane | 1:09.81  | Mary Ellen Blanchard                                                 | 1:11.08  |
| 200 m                | Mary Ellen Blanchard                                                       | 2:32.02  | Nathalie Giguere | 2:32.12  | Tracey McFarlane                                                     | 2:32.13  |
| Farfalla             |                                                                            |          | |          |                                                                      |          |
| 100 m                | Qian Hong                                                                  | 1:00.45  | Wang Xiaohong | 1:00.81  | Jenna Johnson                                                        | 1:01.01  |
| 200 m                | Rie Shito                                                                  | 2:11.29  | Julie Gorman | 2:11.45  | Wang Xiaohong                                                        | 2:11.55  |
| Misti                |                                                                            |          | |          |                                                                      |          |
| 200 m                | Lin Li                                                                     | 2:14.69  | Summer Sanders | 2:16.09  | Michelle Griglione                                                   | 2:16.77  |
| 400 m                | Summer Sanders                                                             | 4:39.38  | Lin Li | 4:45.69  | Donna Procter                                                        | 4:45.99  |
| Staffette            |                                                                            |          | |          |                                                                      |          |
| 4x100 m stile libero | Stati Uniti Jenny Thompson Julie Cooper Carrie Steinseifer Nicole Haislett | 3:43.63  | Canada Patricia Noall Kristin Topham Allison Higson Kathleen Bald                                                           | 3:47.80  | Cina Zhuang Yong Sun Chunli Yang Wenyi Qian Hong                     | 3:47.97  |
| 4x200 m stile libero | Stati Uniti Mitzi Kremer Stacy Cassiday Janet Evans Julie Kole             | 8:03.33  | Giappone Chikako Nakamori Kaori Sasaki Miki Wakahoi Yoko Shimao                                                             | 8:14.83  | Canada Allison Higson Christine Jeffrey Joanne Currah Patricia Noall | 8:16.29  |
| 4x100 m misti        | Stati Uniti Lea Loveless Tracey McFarlane Jenna Johnson Leigh Fetter       | 4:09.93  | Australia Nicole Livingstone Lara Hooiveld Fiona Alessandri Lise Mackie Cina Yang Wenyi Huang Xiaomin Qian Hong Zhuang Yong | 4:11.54  | Non assegnata                                                        | -        |